# جيوفاني سيو
جيوفاني غوي يان سيو (بالفرنسية: Giovanni-Guy Yann Sio)‏ (مواليد 31 مارس 1989) هو لاعب كرة قدم إيفواري من مواليد سان سيباستيان سور لوار ، يجيد اللعب في مركز الهجوم ، ويلعب أيضًا كجناح هجومي أيمن أو أيسر ، ويلعب حاليًا لنادي مونبيلييه الفرنسي.

## بطولات وإنجازات اللاعب

### بازل
- دوري السوبر السويسري: 2013–2014 ، 2014–2015

### سيون
- كأس سويسرا: 2010–2011

## روابط خارجية
- Giovanni Sio
- جيوفاني سيو على موقع الاتحاد الدولي (مؤرشف)  (الإنجليزية)
- جيوفاني سيو على موقع اتحاد تركيا (لاعب) (الإنجليزية)
- جيوفاني سيو على موقع رابطة كرة القدم الفرنسية للمحترفين (الإنجليزية)
- جيوفاني سيو على موقع قاعدة بيانات كرة القدم.إي يو (الإنجليزية)
- جيوفاني سيو على موقع بيانات كرة القدم. دي إي (الألمانية)
- جيوفاني سيو على موقع ناشيونال فوتبول تيمز (الإنجليزية)
- جيوفاني سيو على موقع Soccerway.com (الإنجليزية)
- جيوفاني سيو على موقع عالم كرة القدم.نت (الإنجليزية)
- جيوفاني سيو على موقع AS.com (الإسبانية)